# Tîmonove, Troițke
Tîmonove (în ucraineană Тимонове) este localitatea de reședință a comunei Tîmonove din raionul Troițke, regiunea Luhansk, Ucraina.

## Demografie
Componența lingvistică a localității Tîmonove
     Rusă (84,91%)
     Ucraineană (14,94%)
Conform recensământului din 2001, majoritatea populației localității Tîmonove era vorbitoare de rusă (84,91%), existând în minoritate și vorbitori de ucraineană (14,94%).